# Platysenta fabrefacta
Platysenta fabrefacta là một loài bướm đêm trong họ Noctuidae.